# Mordene på Katarina
|  | Denne artikel er oprettet af botten Steenthbot ud fra en ekstern database. Den kan derfor have sproglige fejl eller mangler. Denne skabelon kan fjernes efter kontrol af indholdet. |

Mordene på Katarina er en dansk kortfilm fra 2015 instrueret af Kim Lysgaard Andersen.

## Handling
Poul er blevet dumpet af sit livs kærlighed, Katarina. I sin nedtrykthed køber Poul den virtuelle Hkatarina, der er en eksakt kopi af Katarina. Hkatarina er et vidunder. Hun kan lave god mad, gøre rent og ikke mindst er hun villig til at dyrke sex lige så ofte, Poul ønsker det. Dertil kommer, at hun aldrig brokker sig. Hun er lige til at blive forelsket i. Poul har en lykkelig stund i sit reetablerede liv, indtil hans mor dør, og de virkelige følelser trænger sig på igen. Nu bliver Hkatarina genstand for Pouls indetrængte aggressioner, og han for afløb for dem ved at banke "hende" igen og igen. Det har en terapeutisk virkning på Poul, og det giver den virkelige Katarina et hint om, at der sker noget nyt med Poul. Hvad mon det er? Da Katarina dukker op igen, bliver virkeligheden ikke til at styre. Poul kidnapper Katarina, og nu forveksles Katarinaer, drøm og virkelighed for alvor.

## Medvirkende
- Nicolai Dahl Hamilton, Poul
- Laura Christensen, Katarina, HKatarina
- Elsebeth Steentoft, Pouls mor
- Rasmus Botoft, Tekniker
- Sarah Boberg, Præst
- Magnus Bruun, Advokat
- Christian Brandt, Hubot i butik
- Agata Wojciechowska, Hubot i butik
- Piia Pietta, Gæst ved begravelse
- Birgitt Millner, Gæst ved begravelse
- Solveig Hejl, Gæst ved begravelse
- Pia Solvig Grandjean, Gæst ved begravelse
- Susanne Blake, Gæst ved begravelse
- Trine Langkilde, Gæst ved begravelse